# Подольский, Барух
Бару́х (Бори́с Семёнович) Подо́льский (ивр. ברוך פודולסקי‎, 18 февраля 1940, Москва — 21 февраля 2011, Холон) — израильский лингвист, лексикограф, теле- и радиоведущий, преподаватель и популяризатор науки, ведущий специалист в области иврита и семитских языков. Автор исторической «Краткой грамматики языка иврит», «Большого иврит-русско-ивритского словаря», «Идиш-русского словаря», «Амхарско-ивритского словаря», самого крупного сетевого иврит-русско-ивритского словаря, а также ряда научно-популярных книг.

## Биография
Родился в Москве в 1940 году. Мать, Дора Борисовна Кустанович из города Хойники, окончила еврейский педагогический техникум и Московский пединститут на факультете еврейского языка и литературы. После закрытия факультета работала в школе учителем русского языка и литературы. Отец, Семён Моисеевич Подольский, родился в местечке Нововоронцовка недалеко от Херсона, закончил исторический факультет МГУ и преподавал историю в старших классах школы.
В 1941—1944 гг. Борис Подольский с семьёй жил на Южном Урале в городе Орске, в 1944 году вернулся в Москву.
Отец и мать были большими любителями еврейской культуры, посещали ГОСЕТ, выписывали газету «Эйникайт», имели библиотеку книг на идише.
От матери Барух научился читать на идише. Отец, пользуясь бабушкиным молитвенником, научил его читать также и на иврите.
По окончании школы Барух решил изучать семитские языки. В те годы в Советском Союзе семитологию можно было изучать только в двух местах: в Тбилисском университете, где преподавание велось на грузинском языке, и на Восточном факультете Ленинградского университета. В Ленинграде приём на это отделение был раз в два года, и в тот год приёма не было. Борис Подольский поступил в Институт Восточных языков при МГУ, собираясь изучать арабский. Однако арабское отделение не было открыто в тот год, и его приняли на отделение хинди.
В 1958 году вместе с родителями за контакты с сотрудниками посольства Израиля и изучение иврита был арестован по обвинению в «антисоветской агитации и пропаганде с использованием национальных предрассудков» (статья 58-10, часть вторая) и «участии в антисоветской организации» (статья 58-11). Отбыл 5 лет заключения в Мордовских лагерях (Дубравлаг). В 1967 году был снова осуждён на два года за сионистскую деятельность.
После многих лет отказа в 1971 году репатриировался с женой Лидией в Израиль.

### В Израиле

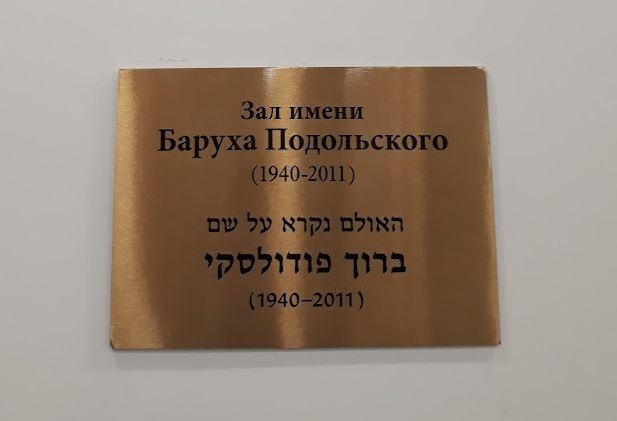
Зал имени Баруха Подольского

В Израиле Барух Подольский поступил на отделение семитологии Тель-Авивского университета, где получил первую и вторую академические степени. Затем последовал докторат по исторической фонетике амхарского языка, монография издана в 1991 году на английском языке («Historical Phonetics of Amharic»).
Совместно с профессором Вениамином Файном создал добровольное товарищество «Тарбут» (ивр. תַרְבּוּת‎ — культура) с целью «содействовать еврейскому просвещению в России». В рамках «Тарбут» был издан самоучитель иврита «Живой иврит», пользующийся до сих пор значительной популярностью. Затем написал небольшую «Практическую грамматику языка иврит» (под редакцией Арона Долгопольского), которая перепечатывалась множество раз.
В качестве старшего преподавателя отделения семитологии Тель-Авивского университета, Барух Подольский преподавал семитские языки, преимущественно амхарский и древнеэфиопский. Читал курсы лекций по самым разным разделам языкознания, таким как карта языков мира, происхождение языка, введение в лингвистику, происхождение письменности, а также курс языка хинди, фонетика и фонология, фонетика и морфология современного иврита и многие другие. Лекции Подольского пользовались огромной популярностью, их слушали студенты других отделений и факультетов, внешние слушатели. Писал статьи, выступал на конференциях.
Составил сначала маленький, а затем и довольно большой иврито-амхарский словарь. В последние годы жизни успел завершить составление амхарско-ивритского словаря с транскрипцией и индексом обратного перевода. Словарь издан посмертно в Тель-Авиве в 2012 году его женой Лидией Подольской (Камень). Ещё находясь в тюремно-лагерном заключении в СССР, сумел собрать и затем вывезти в Израиль материалы по урумскому (греко-татарскому) языку, которые обработал и издал в 1985 году (Greek Tatar — English Glossary. Wiesbaden, Otto Harrassowitz, 1985).
С 1991 года являлся главным редактором «Большого иврит-русского и русско-ивритского словаря». В результате появился двухтомный словарь, содержащий по 26 тысяч слов в каждом томе. Хотя словарь пользовался большим успехом, доктор Подольский взялся за создание нового иврито-русского словаря. Новый словарь содержит примерно 50 тысяч слов и выражений. В электронной версии (на компакт-диске и онлайн), изготовленной энтузиастами из фирмы ОЛАН, к нему добавили русско-ивритский словарь-индекс, а также все словоформы: спряжение глагола, формы женского рода и множественного числа прилагательных и существительных, сочетания предлогов с местоименными суффиксами. После того как компакт-диск был выпущен в свет, в 2007 году появился «Новейший иврит-русский словарь» на 50 тысяч слов. В 2010 году вышел ИРИС — большой русско-ивритский онлайн-словарь объёмом примерно 65 тысяч слов, подготовленный Б. Подольским. Словарь доступен онлайн и в виде мобильного приложения.
В последние годы доктор Подольский работал над расширением идиш-русского словаря до 50 тысяч лексических единиц.
Практически до самой смерти преподавал на кафедре иврита и семитских языков Тель-Авивского университета. Академические курсы лекций Баруха Подольского «Карта языков мира», «Введение в лингвистику», «Происхождение языка» и «Происхождение письменности» пользовались большой популярностью, привлекая студентов многих факультетов и внешних слушателей.
В течение многих лет Барух Подольский вёл на израильской государственной радиостанции РЭКА программу «Уроки языка иврит» на русском языке, пользовавшуюся огромной популярностью среди репатриантов из бывшего СССР. Как популяризатор науки и языка иврит, Барух активно выступал с лекциями, вёл познавательную передачу на телевидении «9 канал», написал и издал, в том числе в соавторстве, ряд научно-популярных книг и учебных пособий. Часть из научно-популярных лекций и книг, а также некоторые записи передач опубликованы на Странице памяти Баруха Подольского.
В 2004 году был избран «человеком года» в категории «Вклад в науку, медицину и образование Израиля» 9-м каналом израильского телевидения. Почётный гражданин города Холон, в котором жил много лет.
Скончался 21 февраля 2011 года.
Лекции Баруха Подольского были записаны на диктофон известным отказником и врачом Моше (Мечиславом) Варди и частично изданы вдовой Баруха, Лидией Подольской, на иврите и в переводе на русский язык.
17 февраля 2020 года имя Баруха Подольского было присвоено читальному залу Иерусалимской городской русской библиотеки.